# صباغ مشتت

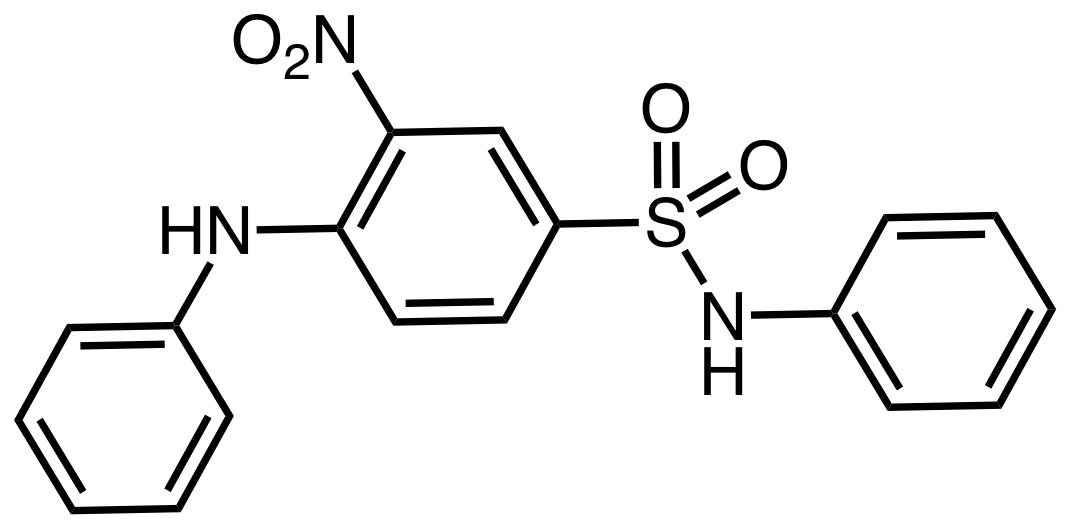
بنية الأصفر المشتت 42

الأصبغة المشتتة (بالإنجليزية: Disperse Dyes): الأصبغة المشتتة هي أصبغة غير أيونية، وهي تصبغ جميع الألياف الاصطناعية، وألياف أسيتات السليولوز. وتختلف درجة الحرارة فقط من نوع ألياف إلى آخر. فهي بالتالي من أصناف الأصبغة الأساسية.
يمكن أن يصبغ القطن بالأصبغة المباشرة، والكبريتية، والأحواض، والتفاعلية، والآزوية. والأصبغة السابقة قليلة الاستعمال لصباغة الألياف الاصطناعية.
إن تطور الأصبغة المشتتة بهدف صباغة ألياف الأسيتات الثانوية السيليلوزية في بدايات عام 1920 عندما كان اختراعها قفزة تقنية كبيرة. استخدامها الأساسي في هذه الأيام هو لصباغة ألياف متعدد الإستر الذي يعد أهم الألياف الاصطناعية.

## تعريفها
هي أصبغة غير منحلة في الماء نسبياً عند درجة حرارة الغرفة، وهي ذات انحلالية محدودة عند درجات الحرارة العالية. وهي ذات ألفة للألياف الكارهة للماء  بسبب قدرتها على الانحلال فيها، مثل النايلون، ومتعدد الإستر، وأسيتات السليولوز. وكما يشير اسمها، فإنها توجد في الحمام الصباغي بشكل مستعلق مائي  دقيق بوجود عامل مشتت. يحل الماء كمية صغيرة من الصباغ بشكل أحادي الجزيء، فتمتص الألياف الكارهة للماء الصباغ من المحلول. ولأن هذه الأصبغة هي مركبات عضوية غير أيونية ذات وزن جزيئي صغير، فمن الممكن الصباغة بامتصاص أبخرة الصباغ المتصعدة نتيجة الحرارة. إن للأصبغة المشتتة انحلالية خفيفة في الماء بسبب وجود مكونات قطبية في بنيتها الجزيئية. إن كمية صغيرة من الصباغ أثناء الصباغة تكون بشكل محلول مائي حقيقي وبشكل أحادي الجزيء. هذه الجزيئات قادرة على الاختراق داخل الألياف الكارهة للماء. والصباغ المشتت ذو انحلالية أكبر في الألياف منها في الماء وبذلك يمكننا الحصول على صباغة عميقة للألياف.
الروابط الأساسية للصباغ بالألياف في حالة الأصبغة المستتة هي الروابط الهيدورجينية وقوى فان دير فالس.